# Jaycee Okwunwanne
Jaycee Okwunwanne (Lagos, 8 oktober 1985) is een voetballer die als aanvaller speelt. De voetballer heeft de Bahreinse nationaliteit, maar is afkomstig uit Nigeria.

## Carrière
Hij speelde onder meer bij Royal Strikers, FC Samba, Al-Ahli en Al Muharraq. Bij Al-Muharraq won hij de Aziatische Gouden Schoen en maakte hij 25 doelpunten in 16 wedstrijden; ook won hij met de club in het seizoen 2007/08 de landstitel. Excelsior Moeskroen contracteerde hem in 2008. Jaycee tekende bij Moeskroen een contract voor drie jaar. Na het faillissement van Moeskroen eind 2009 tekende hij bij Eskisehirspor. Begin 2011 ging Okwunwanne in Koeweit voor Al Jahra spelen; later dat jaar stapte hij over naar Al Kharaitiyat SC  in Qatar. Aldaar speelde Okwunwanne in het seizoen 2013/14 25 competitieduels, waarin hij tienmaal trefzeker was.